# Videojoc d'acció en primera persona
Els videojocs d'acció en primera persona, també anomenats First Person Shooters (FPS) en anglès, són un gènere de videojocs popularitzat de manera massiva en els últims anys.
En aquests videojocs, el jugador té la impressió d'estar dintre de l'escenari virtual (que generalment es projecta en tres dimensions) i té el mateix punt de vista que tindria d'estar present en aquest escenari. A més té la possibilitat d'utilitzar armes i vehicles que pugui trobar en l'escenari.
El terme FPS també és utilitzat per equips de resposta tàctica com la persona que dispara primer.
Els jugadors i entusiastes són capaços de crear els seus propis nivells DOS dels components dels ordinadors que són, però van ser increïblement aclamats per la crítica mundial, per la seva modalitat de joc extremadament simple, però increïblement entretinguda, que, després de tot, és l'objectiu principal de tot aquest mercat.
Counter-Strike, una modificació del ja comentat Half-Life, va fer que es popularitzés un nou subgènere, els jocs en primera persona multijugadors per equips.
El 2000 va ser l'any de llançament de Deus Ex, un joc en primera persona per a un solo jugador que barrejava elements dels jocs de rol i els jocs d'aventura. Incloïa moltes missions que no formaven part de la trama principal i existien múltiples maneres de completar cada missió. El joc també posseïa un sistema de construcció de personatges similar al d'un joc de rol on guanyaves punts d'experiència per completar diversos objectius que podien ser gastats en millores per al teu personatge.
En el 2001 es destaca Aliens vs. Predator llançat per FoxInteractive. El jugador pot triar posar-se en la pell d'un marine nord-americà, un aliïn o un predator. El joc està caracteritzat pel seu ambient fosc i terrorífic.
En el 2002 va ser llançat Battlefield 1942, que va suposar la consagració dels jocs en primera persona multijugador massius, com el World War II Online, i va fer que els vehicles controlats pel jugador es convertiran en una característica estàndard en els jocs en primera persona.
També en el 2002, el joc Metroid Prime va ser llançat. Era un joc en primera persona per a Nintendo Gamecube amb un gran món que se centrava més en l'exploració que en el combat. Va ser denominat joc d'Aventura en primera persona pels experts a causa del seu enfocament en l'exploració. El joc posseïa uns gràfics d'última generació i un sistema d'elecció d'objectius similar a l'utilitzat en The Legend of Zelda: Ocarina of Time.
En el 2004, Doom 3 (anunciat des de cap a quatre anys!) va aparèixer. Cap a ús de complexes il·luminacions i efectes d'ombres per a crear una atmosfera el més tibant i terrorífica possible al jugador. Altres projectes ja han fet ús d'aquestes característiques que permeten explotar al màxim el potencial del maquinari modern. Un exemple d'això és el projecte Tenebrae, una modificació del motor de Quake que implementa ombres i llums realistes i teixidures amb relleu.
Existeixen molts intents de combinar els gèneres d'acció en primera persona amb els jocs de rol o l'estratègia en temps real. La modificació Natural Selection unia un joc en primera persona multijugador amb elements de l'estratègia en temps real. Wolfenstein: Enemy Territory també contenia alguns elements dels jocs de rol, amb un sistema d'experiència i habilitats que funcionava fins i tot al llarg de diversos enfrontaments.
Després a l'octubre del 2005 va sortir Quake 4 que està basat en el motor de Doom 3 amb moltes actualitzacions i optimitzacions, permetent escenaris tant oberts com tancats (Doom 3 només tenia ambients tancats).

## Definició
Els videojocs de tir en primera persona són un tipus de joc de trets tridimensional, que presenta un punt de vista en primera persona amb el qual el jugador veu l'acció a través dels ulls del personatge del jugador. Són diferents als shooters en tercera persona, en els quals el jugador pot veure (generalment des del darrere) el personatge que està controlant. L'element principal del disseny és el combat, principalment amb armes de foc.
Els jocs de trets en primera persona també solen classificar-se com a diferents dels trets amb pistola de llum, un gènere similar amb una perspectiva en primera persona que utilitza perifèrics de pistola de llum, en contrast amb els tiradors en primera persona que usen dispositius d'entrada convencionals per al moviment. Una altra diferència és que els tiradors amb pistola de llum en primera persona, com Virtua Cop, sovint compten amb un moviment "sobre rails" (amb guió), mentre que els tiradors en primera persona com Doom li donen al jugador més llibertat per moure's.
El de tirs en primera persona és un subtipus de joc de trets el qual és al seu torn un subgènere dels jocs d'acció. Després del llançament de Doom el 1993, els jocs d'aquest estil es van denominar comunament «clons de Doom»; amb el temps, aquest terme ha estat reemplaçat en gran part per «de tir en primera persona». A Wolfenstein 3D, llançat el 1992, l'any anterior a Doom, se li atribueix la introducció del gènere, però des de llavors els crítics han identificat jocs similars encara que menys avançats desenvolupats el 1973. Hi ha desacords ocasionals pel que fa als elements de disseny específics que constitueixen un shooter en primera persona. Per exemple, Deus Ex o BioShock poden considerar-se de tir en primera persona, però també poden considerar-se videojocs de rol a mesura que prenen prestat d'aquest gènere àmpliament. Certs jocs de trencaclosques com Portal també es tracten l'acció en primera persona, però manquen de qualsevol element de combat directe o de trets, en el seu lloc utilitzen la perspectiva en primera persona per ajudar a submergir als jugadors en el joc per ajudar a resoldre els trencaclosques. Alguns comentaristes estenen la definició per incloure simuladors de vol de combat on es duu a terme a la cabina o el vehicle que es controla i seves les armes.

## Disseny de joc
Com la majoria de jocs de trets, els de primera persona inclouen un avatar, una o més armes a distància i un nombre variable d'enemics. A causa que tenen lloc en un entorn 3D, aquests jocs tendeixen a ser més realistes que els jocs de trets en 2D, i tenen representacions més precises de la gravetat, la il·luminació, el so i les col·lisions. Els tiradors en primera persona que es juguen en ordinadors personals es controlen amb una combinació de teclat i ratolí. Aquest sistema ha estat qualificat com a superior al que es troba en els jocs de consola, que amb freqüència utilitzen dos estics analògics: un usat per córrer i esquivar, l'altre per mirar i apuntar. És comú mostrar les mans i l'armament del personatge en la vista principal, amb una pantalla de visualització que mostra els detalls de salut, municions i ubicació. Sovint, és possible superposar un mapa dels voltants.

### Combat i potenciadors
Els de tirs en primera persona sovint se centren en el joc d'acció, amb tirotejos ràpids i sagnants, encara que alguns posen una major èmfasi en la narrativa, la resolució de problemes i els trencaclosques de lògica. A més de disparar, el combat cos a cos també es pot usar àmpliament. En alguns jocs, les armes cos a cos són especialment poderoses, una recompensa pel risc que el jugador ha de prendre per maniobrar el seu personatge prop de l'enemic. En altres situacions, una arma cos a cos pot ser menys efectiva, però necessària com a últim recurs. Els «shooter» tàctics són més realistes i requereixen treball en equip i estratègia per tenir èxit; el jugador sovint mana a un esquadró de personatges, que pot ser controlat pel joc o per companys humans.
Els de tirs en primera persona solen donar als jugadors una selecció d'armes, que tenen un gran impacte en la forma en què el jugador s'aproparà al joc. Alguns dissenys de jocs tenen models realistes d'armes existents o històriques reals, que incorporen la seva velocitat de tret, grandària de carregador, quantitat de munició, reculada i precisió. Altres jocs de trets en primera persona poden incorporar variacions imaginatives d'armes, inclosos prototips futurs, armes definides en l'escenari de "tecnologia alienígena" i/o utilitzar una àmplia gamma de projectils, des d'eines de mà d'obra industrial fins a llançadors de làser, energia, plasma, coets i magranes o ballestes. Aquestes moltes variacions també poden aplicar-se a les animacions de llançament de magranes, roques, llances i similars. A més, es poden emprar maneres de destrucció més convencionals des de les mans dels usuaris visibles, com a flames, electricitat, telequinèsia o altres construccions sobrenaturals. No obstant això, els dissenyadors sovint permeten que els personatges carreguin múltiples múltiples d'armes amb poca o cap reducció en la velocitat o la mobilitat, o potser de manera més realista, una pistola o un dispositiu més petit i un rifle llarg o fins i tot limitant al jugador a solament una arma alhora. Sovint hi ha opcions per canviar, actualitzar o canviar en la majoria dels jocs. Així, els estàndards de realisme varien entre els elements de disseny. En general, el protagonista pot ser guarit i rearmat per mitjà d'elements tals com a farmacioles de primers auxilis, simplement caminant sobre ells. Alguns jocs permeten als jugadors acumular punts d'experiència similars als quals es troben en els jocs de rol, que poden desbloquejar noves armes i habilitats.

### Nivells
Aquests videojocs poden estar composts estructuralment de nivells, o utilitzar la tècnica d'una narrativa contínua en la qual el joc mai abandona la perspectiva en primera persona. Uns altres compten amb grans entorns de món obert, que no es divideixen en nivells i es poden explorar lliurement. En els tiradors en primera persona, els protagonistes interactuen amb l'entorn en diversos graus, des de conceptes bàsics com l'ús de portes, fins a trencaclosques de resolució de problemes basats en una varietat d'objectes interactius. En alguns jocs, el jugador pot danyar el medi ambient, també en diversos graus: un dispositiu comú és l'ús de barrils que contenen material explosiu que el jugador pot disparar, destruir-se i danyar als enemics propers. Altres jocs compten amb entorns que són àmpliament destructibles, la qual cosa permet efectes visuals addicionals. El món del joc sovint utilitza temes de ciència-ficció, històrics (particularment la Segona Guerra Mundial) o militars modernes, amb antagonistes com a extraterrestres, monstres, terroristes i soldats de diversos tipus. Els jocs tenen múltiples configuracions de dificultat; en les maneres més difícils, els enemics són més durs, més agressius i fan més dany, i els poders són limitats. En maneres més fàcils, el jugador pot tenir èxit solament a través de temps de reacció; en configuracions més difícils, sovint és necessari memoritzar els nivells a través de prova i error.

### Multijugador

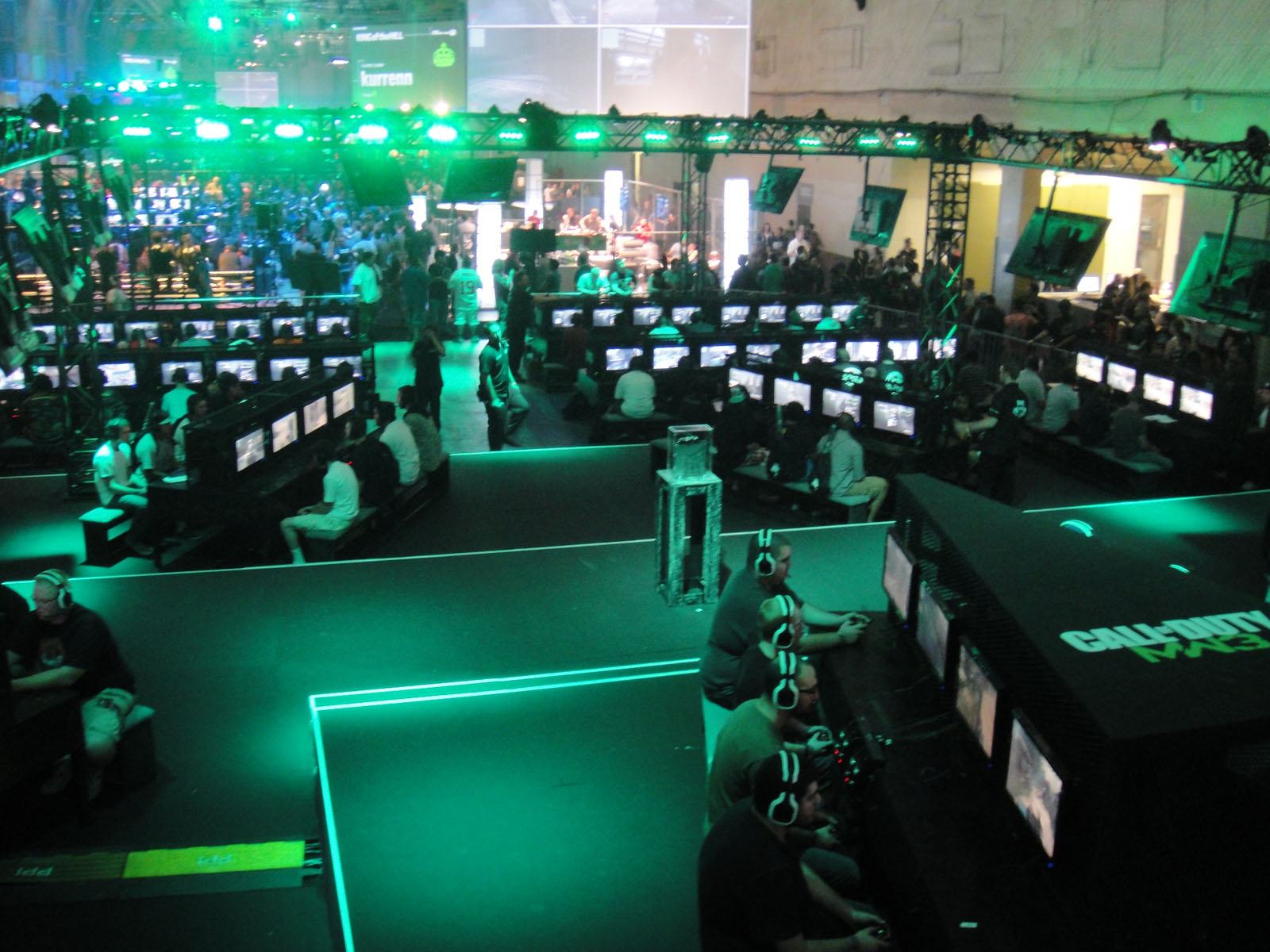
Convenció massiva de multijugador de Call of Duty: Modern Warfare 3 el 2011.

Els videojocs de trets en primera persona poden oferir un manera multijugador, que té lloc en nivells especialitzats. Alguns jocs estan dissenyats específicament per a jocs de diversos jugadors, i tenen maneres per a un sol jugador molt limitats en els quals el jugador competeix contra personatges controlats pel joc anomenats bots. Els jocs de trets en primera persona i multijugador massius en línia permeten que milers de jugadors competeixin al mateix temps en un món persistent. Els jocs multijugador a gran escala permeten esquadrons múltiples, amb líders que emeten comandos i un comandant que controla l'estratègia general de l'equip. Els jocs multijugador tenen una varietat de diferents estils de joc.
Els tipus clàssics són el combat a mort (i la seva variant basada en l'equip) en la qual els jugadors obtenen punts en matar als personatges d'altres jugadors; i captura la bandera, en la qual els equips intenten penetrar en la base oposada, capturen una bandera i la retornen a la seva pròpia base mentre eviten que l'altre equip faci el mateix. Altres tipus de joc poden implicar intentar capturar bases o àrees enemigues del mapa, intentar prendre un objecte durant el major temps possible mentre evadeix a altres jugadors, o variacions de combat mortal que involucrin vides limitades o en les quals els jugadors lluiten per un poder particularment potenciador. Aquests tipus de jocs també poden ser personalizables, la qual cosa permet als jugadors variar les armes, la salut i els potenciadors que es troben en el mapa, així com els criteris de victòria. Els jocs poden permetre als jugadors triar entre diverses classes, cadascuna amb les seves pròpies fortaleses, debilitats, equips i rols dins d'un equip.

### Videojocs gratuïts
Hi ha molts jocs de trets en primera persona gratuïts al mercat, incloent Wolfenstein: Enemy Territory, Apex Legends, Team Fortress i Planetside 2. Alguns jocs es llancen com free-to-play com el seu model de negoci previst i poden ser altament rendibles (League of Legends va guanyar dos mil milions de dòlars en 2017), però d'altres, com Eternal Crusade, comencen la seva vida com a jocs pagats i es converteixen en free-to-play més tard per arribar a un públic més ampli després d'una recepció inicialment decebedora. Algunes comunitats de jugadors es queixen de freemium en primera persona per als tiradors, per temor al fet que creuen jocs desequilibrats, però molts dissenyadors de jocs han ajustat els preus en resposta a les crítiques, i els jugadors generalment poden obtenir els mateixos beneficis jugant més temps que pagant.

## Història

### Orígens (1970–1980)
Els dos primers videojocs de trets en primera persona documentats són Maze War i Spasim. Maze War va ser desenvolupat originalment el 1973 per Greg Thompson, Steve Colley i Howard Palmer, estudiants de secundària en un programa d'estudi i treball de la NASA que intentava desenvolupar un programa per ajudar a visualitzar la dinàmica de fluids per als dissenys de naus espacials. El treball es va convertir en un joc de laberint presentat al jugador en primera persona, i més tard va incloure suport per a un segon jugador i la capacitat de disparar a l'altre jugador per guanyar el joc. Thompson va portar el codi del joc a l'Institut de Tecnologia de Massachusetts, per crear amb l'ajuda de Dave Lebling una versió per a vuit jugadors que es podria jugar amb ARPANET, jugadors controlats per computadora que utilitzen intel·ligència artificial, mapes personalitzables, marcadors en línia i una mode d'espectador. Spasim va tenir un debut documentat en la Universitat d'Illinois el 1974. El joc va ser un simulador de vol espacial rudimentari per a fins a 32 jugadors, amb una perspectiva en primera persona. Tots dos jocs eren diferents dels de tirs moderns en primera persona, i incloïen moviments simples basats en fitxes en els quals el jugador sol podia moure's d'una casella a una altra i girar en increments de 90 graus. Aquests jocs van generar jocs que usaven imatges similars per mostrar al jugador com a part d'un laberint (com Akalabeth: World of Doom el 1979), i van ser anomenats jocs de "vista d'ull de rata", ja que van donar l'aparença d'una rata corrent un laberint. Un altre joc crucial que va influenciar als trets en primera persona va ser Wayout, que, mentre presentava al jugador que intentava escapar d'un laberint, va usar el llançament de rajos per representar el laberint, simulant visualment com es representaria cada segment de la paret en relació amb la posició i l'angle d'orientació del jugador, permetent més moviment de forma lliure en comparació de Maze War i Spasim.
Spasim va conduir als simuladors de vol de combat més detallats i, finalment, a un simulador de tanc, desenvolupat per l'Exèrcit dels Estats Units, a finals dels anys setanta. No obstant això, aquests jocs no estaven disponibles per als consumidors, i no va ser fins al 1980 quan es va llançar un videojoc de tanc, Battlezone, en sales de joc. Una versió del joc va ser llançada el 1983 per a ordinadors domèstics i es va convertir en el primer joc reeixit de mercat massiu que presenta un punt de vista en primera persona i gràfics en 3D wireframe, presentats mitjançant una pantalla de gràfics vectorials.

### Començaments dels de tirs en primera persona (1987–1992)
MIDI Maze, un dels primers jocs de trets en primera persona llançat el 1987 per a Atari ST, presentava un joc basat en laberints i dissenys de personatges similars a Pac-Man, però mostrats en una perspectiva en primera persona. Posteriorment, es va adaptar a diversos sistemes, inclosos Game Boy i Super NES, sota el títol Faceball 2000, i va comptar amb la primera xarxa de partides a mort per a jugadors múltiples, utilitzant una interfície MIDI. Va ser un joc relativament menor, però malgrat la inconveniència de connectar diverses màquines entre si, el seu mode multijugador va guanyar un cert culte: 1up.com el va citar com el "primer joc de trets 3D per a múltiples jugadors en un sistema general" i el primer "joc important d'acció en LAN".
El Hovertank 3D de Id Software va ser pioner a la tecnologia de ray càsting al maig de 1991 per permetre un joc més ràpid que els simuladors de vehicles de la dècada de 1980; i Catacomb 3-D va introduir un altre avanç, el mapatge de textures, al novembre de 1991. El segon joc que va usar mapatge de textures va ser Ultima Underworld: The Stygian Abyss, un videojoc de rol d'acció al març de 1992 de Looking Glass Technologies que va comptar amb un punt de vista en primera persona i un motor gràfic avançat. A l'octubre de 1990, el desenvolupador d'identificació John Romero va aprendre sobre el mapatge de textures a través d'una trucada telefònica a Paul Neurath. Romero va descriure la tècnica de mapatge de textures al programador d'identificació John Carmack, que va comentar: "Jo puc fer això", i se sentiria motivat per l'exemple de Looking Glass per fer el mateix en Catacomb 3-D. Catacomb 3-D també va introduir la visualització de la mà i l'arma del protagonista (en aquest cas, encanteris màgics) en la pantalla, mentre que anteriorment no es veien els aspectes de l'avatar del jugador. L'experiència de desenvolupar Ultima Underworld permetria a Looking Glass crear la sèrie Thief i System Shock anys més tard.

### Doomi augment en popularitat (1992–95)
Wolfenstein 3D (creat per Id Software i llançat el 1992) va ser un èxit instantani, impulsat en gran manera per la seva versió shareware, i se li atribueix la invenció del gènere de trets en primera persona. Es va basar en la tecnologia ray cast, pionera en jocs anteriors per crear una plantilla revolucionària per al disseny de jocs de trets, en la qual encara es basen els shooter en primera persona. Malgrat els seus temes violents, Wolfenstein va escapar en gran part de la controvèrsia generada per l'últim Doom, encara que va ser prohibit a Alemanya a causa de l'ús de la iconografia nazi; i la versió Super NES va reemplaçar als gossos enemics d'atac amb rates gegants. Apogee Software, l'editor de Wolfenstein 3D, va seguir el seu èxit amb Blake Stone: Aliens of Gold en 1993. Inicialment el joc va ser ben rebut, però les vendes van disminuir ràpidament arran de l'èxit amb Doom d'id, llançat una setmana després.
Doom, llançat com shareware en 1993, va refinar la plantilla de Wolfenstein 3D agregant textures millorades, variacions en altura (per exemple, escales que el personatge del jugador podria pujar) i efectes com a llums parpadejants i pegats de foscor total, creant un entorn 3D més creïble que Wolfenstein 3D, més monòtons i simplistes. Doom va permetre partides competitives entre múltiples jugadors, denominat deathmatch o partida a mort, i el joc va ser responsable de l'entrada posterior de la paraula en el lèxic dels videojocs. Segons el creador John Romero, el concepte de combat a mort del joc es va inspirar en el multijugador competitiu dels jocs de lluita. Doom es va fer tan popular que les seves característiques de multijugador van començar a causar problemes a les companyies les xarxes de les quals es van utilitzar per jugar el joc.

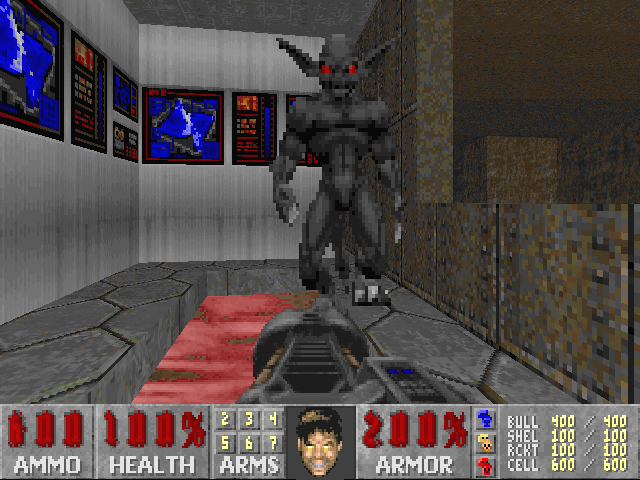
Captura de Freedoom, videojoc de trets en primera persona, modificació de Doom.

Doom ha estat considerat des de llavors el shooter en primera persona més important mai realitzat. Va ser molt influent no solament en els jocs de trets posteriors, sinó també en els videojocs en general, i ha estat disponible en gairebé tots els sistemes de videojocs des d'aquest moment. El joc multijugador, que ara és part integral del gènere de trets en primera persona, es va aconseguir primer amb èxit en gran escala amb Doom. Si ben la seva combinació de violència sagnant, humor fosc i imatges infernals van ser aclamades pels crítics, aquests atributs també van generar crítiques de grups religiosos, i altres comentaristes van qualificar el joc de "simulador d'assassinats". Va haver-hi més controvèrsia quan es va saber que els perpetradors de la massacre de Columbine High School eren fanàtics del joc; posteriorment, les famílies de diverses víctimes van intentar sense èxit demandar a nombroses companyies de videojocs, entre elles Id Software, que segons les famílies van inspirar la massacre. El 1994 Raven Software va llançar Heretic, que usava una versió modificada del motor de Doom que permetia l'orientació vertical, un sistema d'inventari per emmagatzemar i seleccionar objectes del joc.
Star Wars: Dark Forces es va llançar en 1995 després que LucasArts decidís que Star Wars faria el material apropiat per a un joc a l'estil de Doom. No obstant això, Star Wars: Dark Forces va agregar diverses característiques tècniques de les quals mancava Doom, com la capacitat d'ajupir-se, saltar o mirar cap amunt i cap avall. Dark Forces també va ser un dels primers jocs a incorporar objectes dissenyats en 3D en el motor 2D del joc. Duke Nukem 3D d'Apogee, llançat en 1996, va ser "l'últim dels grans de tirs basats en sprites" que va ser aclamat pel seu humor basat en el masclisme estilitzat i en la jugabilitat. No obstant això, alguns van considerar que el tractament de les dones en el joc (i més tard en tota la sèrie) era despectiu i insípid.
La majoria dels de tirs en aquest període van ser desenvolupats per a ordinadors compatibles amb PC d'IBM. En el costat d'Apple Macintosh, Bungie va llançar el seu primer joc d'acció, Pathways into Darkness en 1993, que presentava més elements narratius i d'aventures juntament amb el joc d'acció en primera persona. Els camins s'havien inspirat en Wolfenstein 3D, i es van dur a terme un intent de convertir el seu anterior joc d'exploració de masmorres Minotaur: The Labyrinths of Crete en un entorn 3D. L'any següent, Bungie va llançar Marathon, que va simplificar els conceptes de Pathways en eliminar elements de joc de rols en favor de l'acció del tirador. Marathon va tenir èxit i va conduir a dues seqüeles per formar la trilogia de Marathon, i Marathon, l'estàndard per als tiradors en primera persona en aquesta plataforma. Marathon va ser pioner o va ser un dels primers a adoptar diverses funcions noves com freelook, armes de doble ús i de doble funció, modes multijugador versàtils (com King of the Hill, Kill the Man with the Ball, i joc cooperatiu), i personatges no jugadors amistosos (NPC). Els jocs de Marathon també tenien una forta èmfasi a explicar històries a més de l'acció, que continuaria en els projectes futurs de Bungie, Halo i Destiny.

### Counter-Strikei primera era daurada (1995–1999)
El 1994, Exact va llançar Geograph Seal per a l'ordinador domèstic Sharp X68000 del Japó. Un fosc títol d'importació en el que es referia al mercat occidental, era, no obstant això, "un joc de trets en primera persona poligonal en 3D" amb una mecànica de jocs de plataformes innovadora i entorns a l'aire lliure de "itinerància lliure". A l'any següent, Exact va llançar el seu successor per a la consola de PlayStation, Jumping Flash!, que va posar més èmfasi en els elements de la seva plataforma. Descent (llançat per Parallax Software en 1995), un joc en el qual el jugador pilota una nau espacial al voltant de coves i conductes de fàbrica, va ser un veritable joc de trets en primera persona en tres dimensions. Va abandonar els sprites i el raig a favor de polígons i sis graus de llibertat.

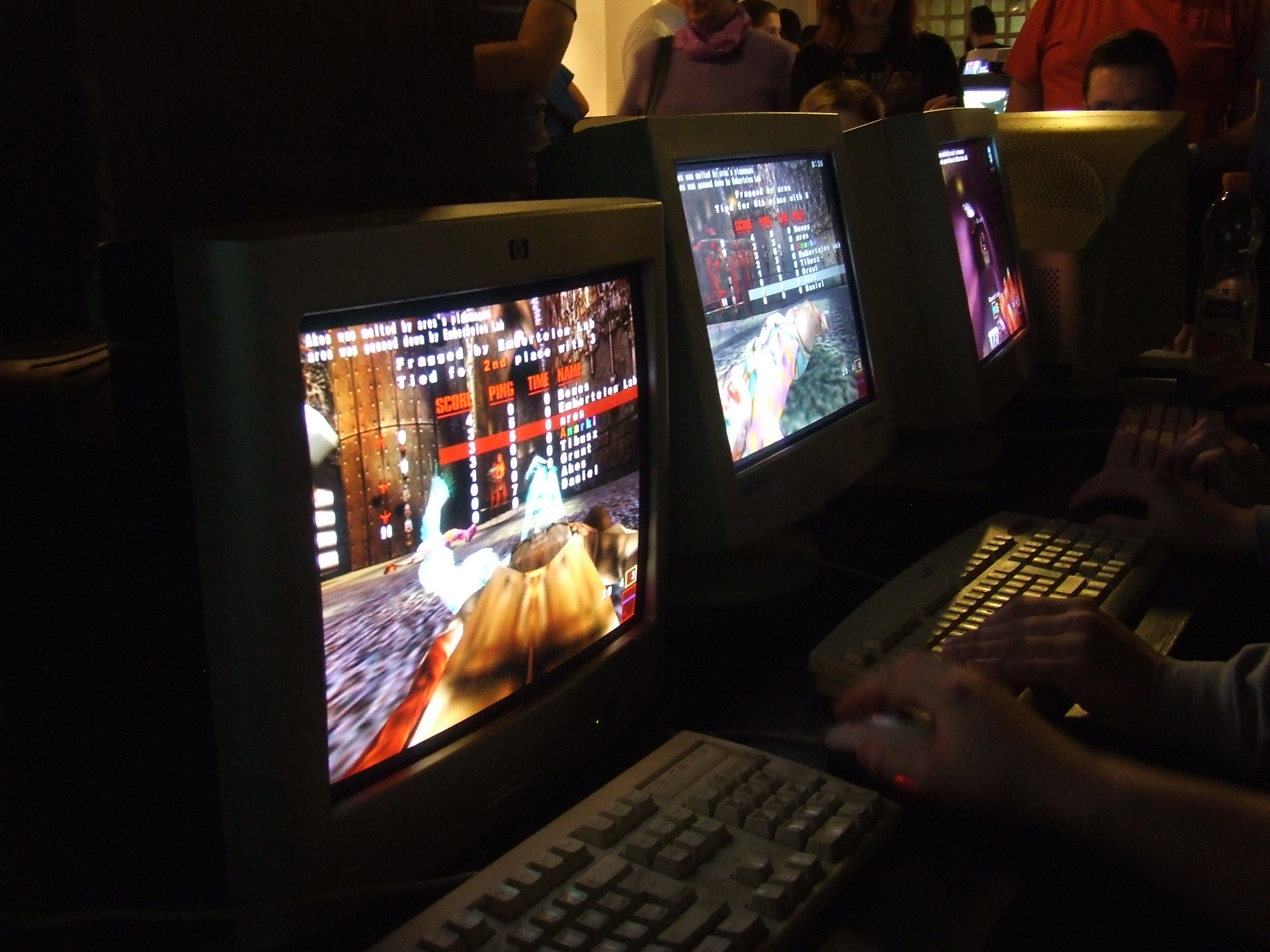
Concentració de multijugadors de Quake a Budapest.

Poc després del llançament de Duke Nukem 3D en 1996, Id Software va llançar el molt esperat Quake. Igual que Doom, Quake va ser un títol influent i va definir el gènere; presentava un joc sagnant de ritme ràpid, però usava polígons 3D en lloc de sprites. Estava centrat en els jocs en línia i presentava múltiples tipus de partits que encara es troben en els jocs de trets en primera persona en l'actualitat. Va ser el primer joc de FPS a tenir seguidors de clans de jugadors (encara que el concepte havia existit anteriorment en MechWarrior 2 (Netmech) amb la seva tradició de Battletech, així com entre els jugadors de MUD), i inspiraria populars festes LAN com QuakeCon. La popularitat del joc i l'ús de gràfics poligonals en 3D també van ajudar a expandir el creixent mercat de maquinari de targetes de video; i el suport addicional i l'estímul per les modificacions del joc van atreure als jugadors que volien jugar amb el joc i crear els seus propis mòduls. Segons el creador John Romero, el món 3D de Quake es va inspirar en el joc de lluita en 3D Virtua Fighter. Quake també tenia la intenció d'expandir el gènere amb Virtua Fighter influenciada en baralles cos a cos, però això finalment es va eliminar del joc final.
Basat en la pel·lícula de James Bond, GoldenEye 007 de Rare es va llançar en 1997, i en 2004 era el joc de Nintendo 64 més venut als Estats Units. Va ser el primer joc de trets en primera persona en consoles i va ser molt aclamat pels seus nivells atmosfèrics per a un sol jugador i els seus mapes multijugador ben dissenyats. Presentava un rifle de franctirador, la capacitat de realitzar trets al capdavant i la incorporació d'elements furtius; (i tots aquests aspectes també es van usar en la continuació espiritual del joc Perfect Dark), així com en les característiques inspirades en Virtua Cop, com la recàrrega, les animacions de reacció als cops dependents de la posició, les penalitats per matar innocents i un sistema de punteria que permet als jugadors apuntar a un punt precís en la pantalla.

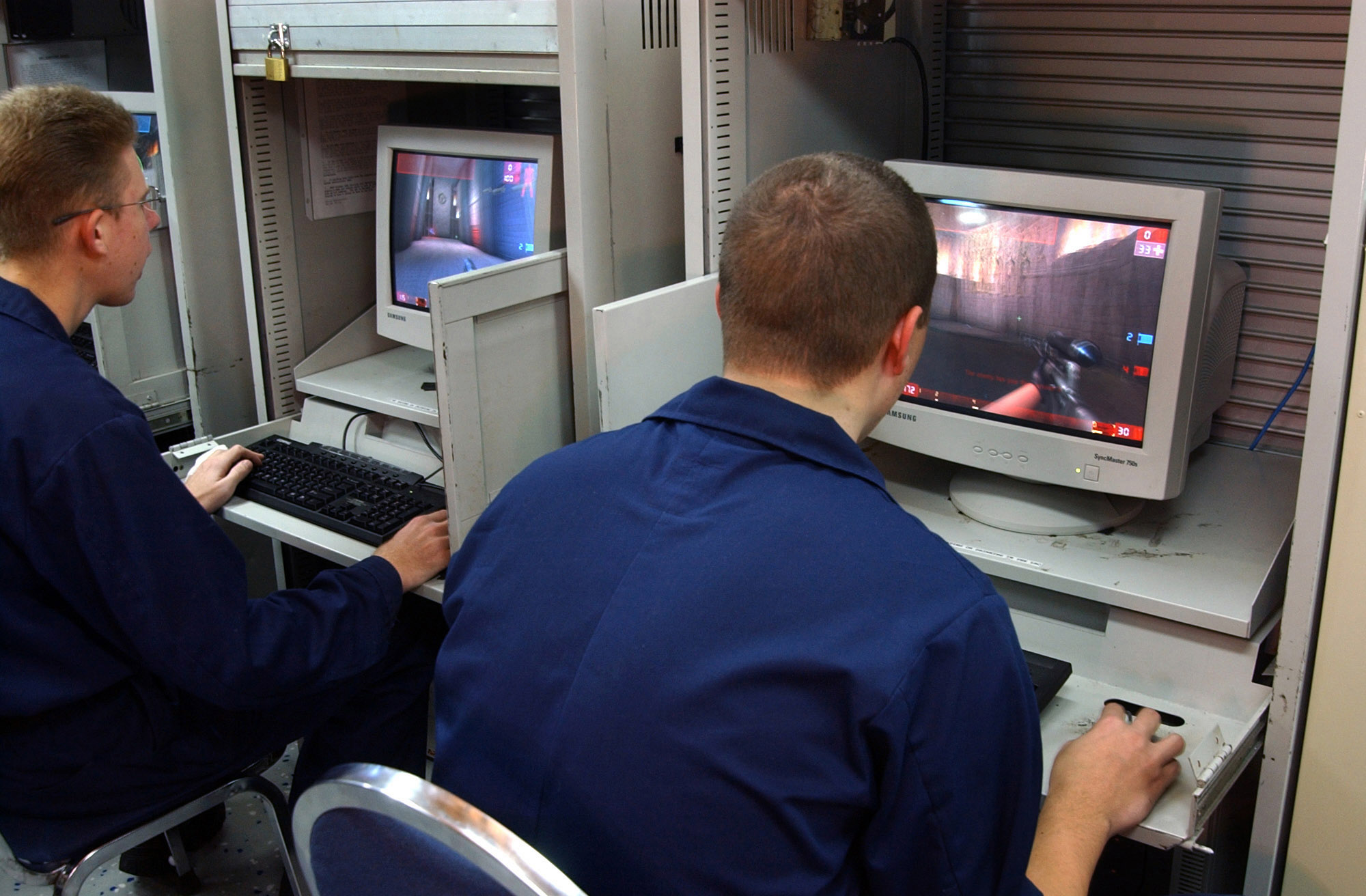
Marines estatunidencs jugant a Unreal Tournament.

Encara que no és el primer del seu tipus, Tom Clancy's Rainbow Six va començar una tendència popular de trets tàctics en primera persona en 1998. Presentava un disseny realista basat en l'equip i temes basats en la lluita contra el terrorisme, que requereixen que les missions es planifiquin abans de l'execució i en ella, un sol cop era de vegades suficient per matar a un personatge. Medal of Honor, llançat en 1999, va començar una proliferació de tiradors en primera persona durant la Segona Guerra Mundial i va suposar l'entrada d'Electronic Arts en el gènere.
No obstant això, el punt d'inflexió en els de tirs ho va protagonitzar Half-Life, de Valve, llançat en 1998 i basat a la tecnologia gràfica de Quake. Inicialment es va trobar amb un tebi acolliment, però es va convertir en un èxit comercial incontestable. Mentre que els anteriors tiradors en primera persona s'havien centrat en el joc visceral amb trames comparativament febles, Half-Life tenia una narrativa sòlida; el joc no mostrava cinemàtiques, però romania en la perspectiva de primera persona a tot moment. Presentava innovacions com a personatges no enemics (una mica més d'hora en títols com Strife) però no emprava potenciadores en el sentit tradicional. Half-Life va ser elogiat pel seu intel·ligència artificial, selecció d'armes i atenció al detall i "des de llavors ha estat reconegut com un dels millors jocs de tots els temps", segons GameSpot. La seva seqüela, Half-Life 2 (llançada en 2004), va ser menys influent encara que "possiblement un joc més impressionant".
Starsiege: Tribes, també llançat en 1998, va ser un joc de trets multijugador en línia que permet a més de 32 jugadors en un sol partit. Presentava un joc basat en l'equip amb una varietat de rols especialitzats i una característica inusual de jet pack. El joc va ser molt popular i després va ser imitat per jocs com la sèrie Battlefield. Els títols d'Id Software Quake III Arena i Unreal Tournament de Epic Games, tots dos llançats en 1999, van ser populars pels seus frenètics i accessibles maneres multijugador en línia; tots dos presentaven una jugabilitat molt limitada per a un sol jugador. Unreal presentava, al seu torn, el motor Unreal Engine, que es convertiria en un motor molt influent en els de tir del futur.

Counter-Strike, un mod de Half-Life que es va convertir en un èxit sense precedents.

Counter-Strike, també llançat en 1999, era una modificació de Half-Life amb un tema d'antiterrorisme. El joc es va convertir en un èxit sense precedents i va superar en popularitat i jugadors al mateix Half-Life, amb més de 90.000 jugadors competint en línia a qualsevol moment durant la seva màxima activitat. Des de llavors, Counter-Strike s'ha convertit en un dels de trets més influents i de major tradició entre els jugadors de tot el món. La seva seqüela va ser Counter-Strike: Source (2004).

### Guerres en línia i nova era daurada de les consoles (2000–2008)

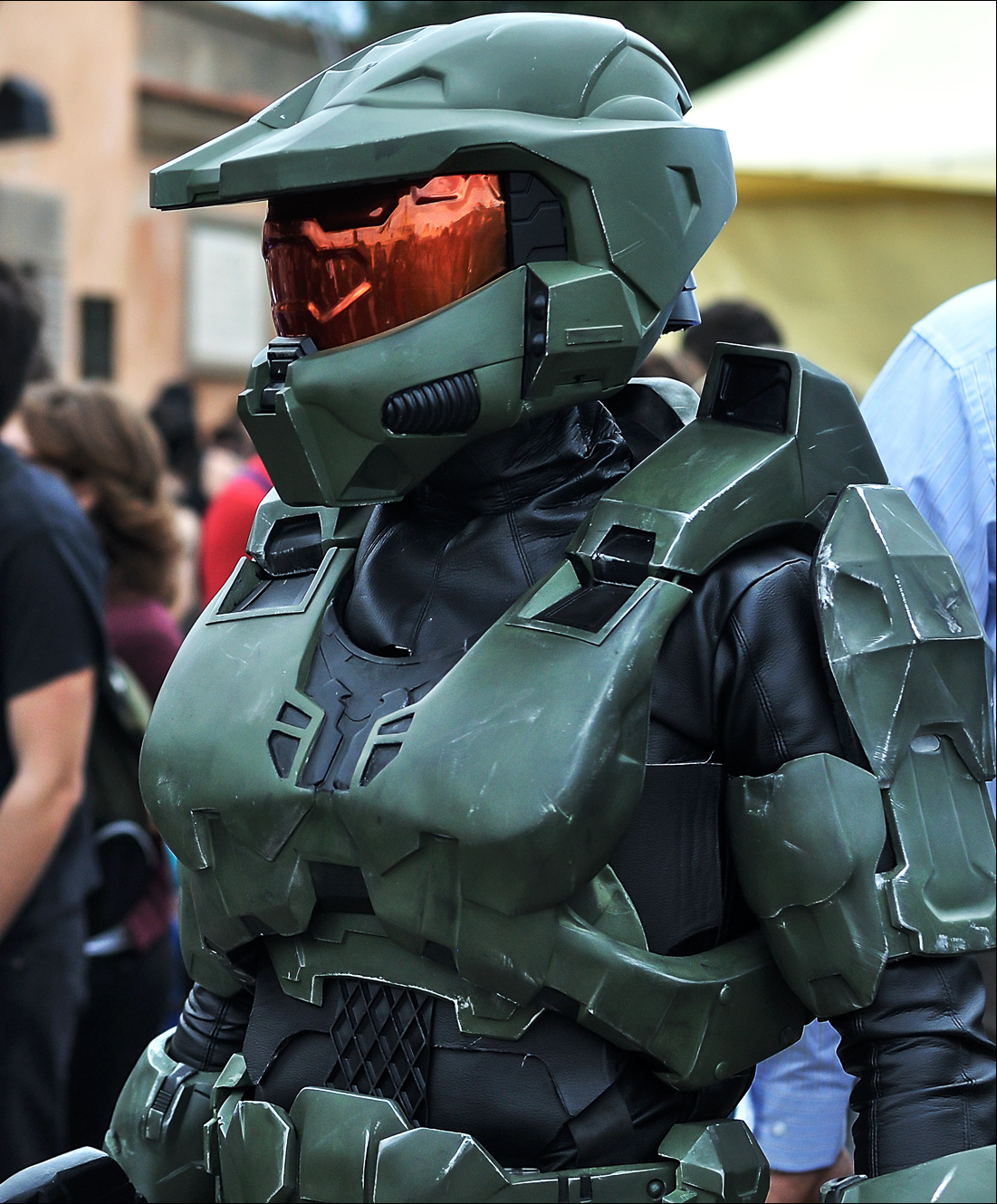
Màrqueting de Halo, una sèrie d'èxit.

En l'Electronic Entertainment Expo (E3) de 1999, Bungie va presentar un joc d'estratègia en temps real anomenat Halo; en el següent E3, es va mostrar una versió revisada del de tirs en tercera persona. En 2000, Bungie va ser comprada per Microsoft i Halo va ser renovat i llançat com un joc de trets en primera persona; va ser un dels títols de llançament per a la consola Xbox. Va ser un èxit crític i comercial anés de control, i es considera un primer joc de trets en primera persona per a consoles. Va presentar una narrativa i una història que recorda a l'anterior sèrie Marathon de Bungie, però que ara s'explica en gran part a través del diàleg en el joc i les escenes cinemàtiques. També va ser aclamat pels seus personatges, tant el protagonista, Master Chief i els seus antagonistes alienígenes. La seqüela, Halo 2 (2004), va portar la popularitat dels jocs en línia al mercat de les consoles a través de Xbox Live, en el qual va ser el joc més jugat durant gairebé dos anys.
Deus Ex, llançat per Ion Storm en 2000, presentava un sistema d'anivellació similar al que es troba en els jocs de rol; també tenia múltiples narracions depenent de com el jugador va completar les missions i va guanyar reconeixement pel seu estil artístic i seriós. Els jocs de Resident Evil, Survivor en 2000 i Dead Aim en 2003, van intentar combinar els gèneres de pistola de llum i de trets en primera persona juntament amb elements de Terror de supervivència. Metroid Prime, llançat en 2002 per a Nintendo GameCube, un altament elogiat joc de trets en primera persona, va incorporar elements d'aventures d'acció com saltar trencaclosques i es va basar en la sèrie Metroid d'aventures de plataforma de desplaçament lateral 2D. Donant un "pas massiu cap als jocs en primera persona", el joc va emfatitzar els seus elements d'aventura en lloc de disparar i va ser acreditat pel periodista Chris Kohler per "alliberar el gènere de les urpes de Doom".
World War II Online, llançada en 2001, va comptar amb un entorn multijugador persistent i "massiu", encara que IGN va dir que "la realització completa d'aquest entorn probablement encara estigui a uns pocs anys". Battlefield 1942, un altre joc de trets de la Segona Guerra Mundial llançat en 2002, va presentar batalles a gran escala que incorporaven avions, embarcacions navals, vehicles terrestres i combat d'infanteria. En 2003, PlanetSide va permetre a centenars de jugadors alhora competir en un món persistent, i també va ser promogut com el "primer joc de trets en primera persona en línia per a jugadors múltiples massius". La sèrie Serious Sam, llançada per primera vegada en 2001, i Painkiller, llançada en 2004, van emfatitzar la lluita contra onades d'enemics en grans estadis oberts, en un intent per escoltar les arrels del gènere.
Doom 3, llançat en 2004, va posar una major èmfasi en l'horror i la por del jugador que en els jocs anteriors de la sèrie i va anar un èxit de vendes aclamat per la crítica, encara que alguns comentaristes van sentir que mancava de contingut i d'innovació en el joc, posant massa èmfasi en els gràfics impressionants. En 2005, una pel·lícula basada en Doom va presentar una seqüència que emulava el punt de vista i l'acció del tirador en primera persona, però es va criticar críticament com deliberadament poc intel·ligent i gratuïtament violenta. En 2005, F.E.A.R. va ser aclamat per combinar amb èxit el joc de trets en primera persona amb una atmosfera de terror japonès. Més tard, en 2007, BioShock de Irrational Games seria aclamat per alguns comentaristes com el millor joc d'aquest any per la seva innovació en art, narrativa i disseny, i alguns el van citar el "successor espiritual" de l'anterior System Shock 2 d'Irrational.
Finalment, els jocs de Crytek Far Cry (2004) i Crysis (2007), així com Far Cry 2 (2008) d'Ubisoft obriran nous camins en termes de gràfics i disseny de nivell obert de gran grandària, mentre que Call of Duty 4: Modern Warfare (2007), Resistance: Fall of Man (2006) i la seva seqüela Resistance 2 (2008) van presentar nivells i narracions lineals cada vegada més refinats, amb el ritme ràpid i la linealitat dels jocs de Call of Duty que s'assemblen als shoot 'em up. En 2007, Portal va popularitzar el concepte de mecànica de trencaclosques en perspectiva de primera persona. En 2006, Gamasutra va informar del de tirs en primera persona com un dels gèneres de videojocs més grans i de major creixement en termes d'ingressos per als editors.

### Arribada delsbattle royale(2008–actualitat)
El 2010, investigadors de la Universitat de Leiden van demostrar que jugar videojocs de trets en primera persona està associat amb una flexibilitat mental superior. En comparació dels no jugadors, es va trobar que els jugadors de tals jocs requerien un temps de reacció significativament més curt en canviar entre tasques complexes, possiblement perquè se'ls exigeix desenvolupar una mentalitat més receptiva per reaccionar ràpidament a estímuls visuals i auditius de ràpid moviment, i canvi d'anada i tornada entre diferents subtasques. L'ús dels controladors de joc de detecció de moviment, especialment els de Wii, "va prometre fer que els controls de FPS siguin més accessibles i precisos amb una interfície tan simple com apuntar literalment a l'objectiu" i, per tant, "remodelar dràsticament al tirador en primera persona". No obstant això, les dificultats tècniques relacionades amb funcions diferents de la punteria, com la maniobra o la recàrrega, van impedir el seu ús generalitzat entre els videojocs de trets en primera persona. La interfície d'usuari de Pointman combina un gamepad sensible al moviment, un rastrejador de cap i pedals lliscants per augmentar la precisió i el nivell de control sobre l'avatar en els jocs de trets militars en primera persona.
El catorzè lliurament de la sèrie Medal of Honor i la seqüela directa del joc de 2010; Medal of Honor: Warfighter va ser llançat per PlayStation 3, Xbox 360 i PC el 23 d'octubre de 2012. Warfighter va ser tant un fracàs crític com a comercial. Al gener de 2013, Electronic Arts va anunciar el cessament de la sèrie Medal of Honor a causa de la mala recepció i venda de Medal of Honor: Warfighter, pel que EA es va centrar en la saga Battlefield. El 2016 Battlefield 1 va ser llançat per EA DICE i Electronic Arts i va ser un èxit comercial, venent més de 15 milions de còpies. La majoria dels elogis es van dirigir cap al seu tema poc recorregut de la Primera Guerra Mundial, les campanyes per a un jugador, el seu mode multijugador, la imatge i el disseny de so.
Amb l'aparició dels videojocs de tipus battle-royale en 2017 a través de PUBG i Fortnite —en tercera persona tots dos—, algunes sagues de videojocs han inclòs aquest mode de joc online tan popular. Call of Duty: Black Ops 4 (2018) va incloure el seu mode battle royale amb Blackout, mentre que Battlefield V (2018) ho va fer amb Firestorm, encara que sense el mateix èxit que els primers.

## Llista de diversos videojocs d'acció en primera persona

### Videojocs importants en la creació de l'acció en primera persona
- Wolfenstein 3D (1992)
- Doom (1993)
- Quake (1996)
- Duke Nukem 3D (1996)
- Unreal
- Half-Life (1998)
- Counter-Strike (1999/2000)
- Deus Ex (2000)
- Aliens vs. Predator (2001)
- Battlefield 1942 (2002)
- WarRock (2005)
- Tretas (2006)
- Resistance: Fall Of Men (2007)
- Combat Arms

### Sagues populars de videojocs
La següent llista són les sagues més "revolucionàries" i amb més èxit d'aquest subgènere:
- Saga de Battlefield
- Saga de Counter-Strike
- Saga de Doom
- Saga de Duke Nukem 3D
- Saga de Half-Life
- Saga de Halo
- Saga de Metroid Prime
- Saga de Quake
- Saga de Rainbow Six
- Saga de System Shock
- Saga de Unreal
- Saga de Wolfenstein
- Saga de Operation Flashpoint i Armed Assault
- Saga de Killzone
- Saga de Call Of Duty
- Saga de Medal Of Honor
- Saga de America's Army
- Saga de Delta Force
- Saga de Heretic y Hexen
- Saga de Medal of Honor
- Saga de S.W.A.T.
- Saga de Medal of Honor
- Saga de Brothers in Arms
- Saga de The elder Scrolls (en 3a i en 1a persona)

### Altres videojocs
- .kkrieger - destacable ja que tot el joc ocupa tan sols 96kB.
- 007 Nightfire
- C&C Renegade
- Counter-Strike
- Chrome
- Damage Inc
- Daikatana
- Day of Defeat
- Far Cry
- Giants: Citizen Kabuto
- GoldenEye 007
- Hired Guns
- IGI
- Ken's Labyrinth
- Killzone
- Kingpin
- Saga de Marathon
- Saga de Max Payne (a pesar que tècnicament són jocs en tercera persona), Max Payne i Max Payne 2 són extremadament semblants en estil, gràfics i sistema de joc als jocs d'acció en primera persona.
- Saga de MechWarrior
- Metro Redux
- Metro Last Light
- Metro 2033
- Nitemare 3D
- No Man's Sky
- Redneck Rampage
- Armed Assault
- Painkiller
- Perfect Dark
- PlanetSide actualment el que suporta més jugadors per mapa (al voltant de 500)
- Red Eclipse
- Red Faction
- Rise of the Triad
- Sin (videojoc)
- Serious Sam
- Shadow Warrior
- Soldier of Fortune
- Star Trek: Voyager Elite Force
- The Stone Throwers
- Special Force
- Team Fortress Classic
- Saga TimeSplitters
- Trespasser
- Saga de Timesplitters
- Saga de Tribes
- Saga de Turok
- Tron 2.0
- Under Ash
- Undying
- Virtua Cop
- XIII
- Commandos: Strike force (Els anteriors no són FPS)
- PREY
- F.E.A.R.
- Gears of War (Té tot sobre un FPS, però és en 3a persona)
- Alliance of Valant Arms (També i normal-ment anomenat AVA)